# Эстафета 4×1500 метров
Эстафета 4×1500 метров — командная дисциплина в легкоатлетической программе. Команда из 4 спортсменов должна, передавая эстафетную палочку, пробежать 6000 метров и опередить на финише соперников. Каждый участник команды пробегает по 1500 метров. Несмотря на то, что данный вид программы долгое время отсутствовал на чемпионатах мира и Олимпийских играх, IAAF фиксирует мировые рекорды в этой дисциплине.

## Чемпионат мира
Первый чемпионат мира по легкоатлетическим эстафетам прошел 24-25 мая 2014 года на стадионе Томаса Робинсона в городе Нассау, Багамские острова.

## Мировые рекорды

### Мужчины
| Рекорд   | Страна | Состав команды                                          | Дата       |
| -------- | ------ | ------------------------------------------------------- | ---------- |
| 14.22,22 | Кения  | Коллинс Чебои Силас Киплагат Джеймс Магут Асбель Кипроп | 25.05.2014 |

### Женщины
| Рекорд   | Страна | Состав команды                                        | Дата       | Место                     |
| -------- | ------ | ----------------------------------------------------- | ---------- | ------------------------- |
| 16.33,58 | Кения  | Мерси Чероно Фаит Кипьегон Ирен Джелагат Хеллен Обири | 24.05.2014 | Нассау, Багамские острова |